# Шехен
Шехен (нем. Schechen) — община в Германии, в земле Бавария. 
Подчиняется административному округу Верхняя Бавария. Входит в состав района Розенхайм.  Население составляет 4560 человек (на 31 декабря 2010 года). Занимает площадь 31,54 км².